# Rodolfo Torres
Rodolfo Andrés Torres Agudelo (Busbanzá, Boyacá, 21 de março de 1987) é um ciclista colombiano que corre atualmente para a equipa italiana de categoria profissional continental o Androni Giocattoli-Sidermec.

## Palmarés
2010
- 1 etapa da Volta ao México

2017
- Tour de Bihor, mais 1 etapa

## Resultados nas grandes voltas
| Corrida         | 2014 | 2015 | 2016 | 2017 | 2018 |
| Giro de Itália  | 81º  | -    | -    | -    |      |
| Tour de França  | -    | -    | -    | -    | -    |
| Volta a Espanha | -    | 32º  | -    | -    | -    |

-: não participa 

## Equipas
- Boyacá es para Vivirla-Marche Team (2007)
- Boyacá Orgullo de América (2010-2011)
- GW Shimano (2012)
- Formesán-Bogotá Humana (2013)
- Colombia (2014-2015)
- Androni Giocattoli-Sidermec (2016)